# Gypsophila tenuifolia
Gypsophila tenuifolia är en nejlikväxtart som beskrevs av Friedrich August Marschall von Bieberstein. Gypsophila tenuifolia ingår i släktet slöjor, och familjen nejlikväxter. Inga underarter finns listade i Catalogue of Life.

## Bildgalleri

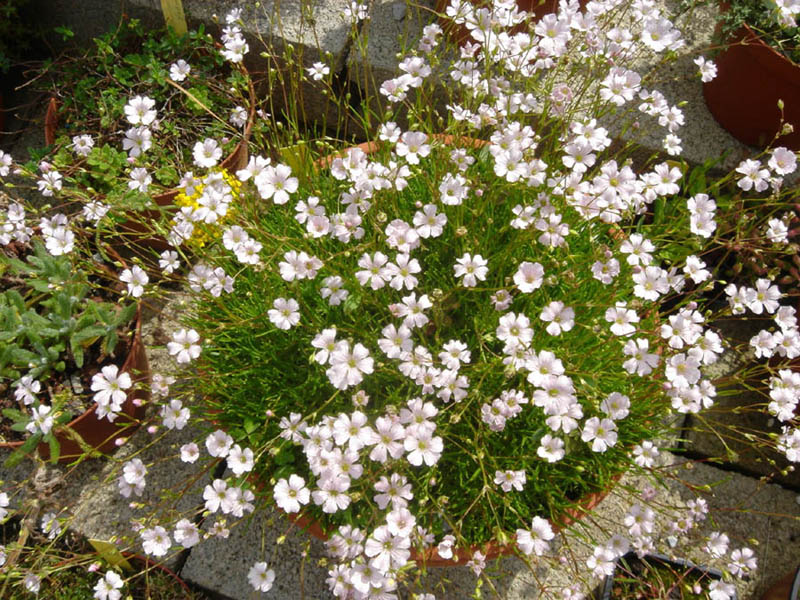